# Liga Catamarqueña de Fútbol
La Liga Catamarqueña de Fútbol es la entidad que agrupa a los clubes de fútbol de la ciudad Capital San Fernando del Valle de Catamarca junto con Ferrocarriles y San Martín de Chumbicha; Rivadavia e Independiente de Huillapima y San Isidro de Nueva Coneta ubicadas en el Departamento Capayán de la Provincia de Catamarca.
Es una de las ligas regionales de fútbol en Argentina que actualmente se ubican en la quinta división, el escalón más bajo de los campeonatos oficiales de fútbol de la Argentina. Está ligada a las competencias de ascenso de la Asociación del Fútbol Argentino regidas por el Consejo Federal de Fútbol y otorga plazas para la participación de sus equipos en el Torneo Regional Federal Amateur y al Torneo Provincial de Fútbol.

## Historia
Desde su primer torneo en 1917, se han disputado varias competiciones todos los años (excepto en 1936 y 1945 que se declararon desiertas), entre las que se encuentra el campeonato Anual, Apertura, Clausura, y con menor frecuencia los torneos Petit, Iniciación, de Preparación y otras liguillas.
En 1948 se comenzó a disputar la Primera B correspondiente a la segunda división de la Liga.
En la década de los 80' participaban en la Liga, Ferro de Nueva Coneta y Deportivo Argentino (fusión entre Chacarita y Deportivo Unión)
En el año 2011, el Club Atlético Rivadavia de Huillapima se convirtió en un nuevo participante, 6 años más tarde el Club Atlético Independiente, también de la misma localidad, se convirtió en el último equipo en afiliarse a la Liga. En el año 2018 se afilió el Club Liberal Argentino. 
En marzo de 2016 año del Centenario de la Liga, se eligieron las autoridades representativas para el periodo 2016/2018. Como Presidente a Don Justo Daniel Barros que en sus palabras en cuanto al tema del "centenario" de la institución madre, el flamante presidente dijo: "Todos tenemos que trabajar en forma mancomunada para una institución que tiene su prestigio, que pertenece a la identidad de los catamarqueños y está incorporada a la memoria colectiva de todos los catamarqueños".
En el año 2019, se creó el Departamento de Fútbol Femenino, en dónde Rivadavia de Huillapima se convertiría en el primer equipo en llevarse el título.
El 3 de marzo de 2021, dos nuevas instituciones fueron afiliadas por el presidente Zurita, Deportivo Valle Chico y San Isidro de Nueva Coneta.
El 2 de julio de 2021, el Club Fiel se convirtió en el vigésimo club afiliado a la liga y de esta manera el por entonces Presidente Zurita, declaró que no ingresarían más equipos por el momento.
En la reunión de apertura, el 31 de enero de 2022, el Club San Martín de Chumbicha consiguió la afiliación provisoria para participar en las competencias de la Liga, de esta manera se convirtió en el segundo equipo de dicha localidad y el quinto representante del Departamento Capayán.
El 14 de marzo de 2024, se dio paso a la afiliación provisoria de La Banda Club de Fútbol, conjunto que venía desde la Liga Chacarera de Fútbol, en dónde no pudo afiliarse y por ende solicitó afiliarse en la Liga Capitalina.
El 20 de agosto, el Club La Estación de Miraflores participó del Torneo Clausura por un permiso del Consejo Federal hasta que resuelva su desafiliación definitiva de la Liga Chacarera de Fútbol.
El 13 de marzo de 2024, dos nuevas instituciones lograron ser parte de la Liga Catamarqueña, primero el Club El Auténtico ubicado en la zona sur de la capital, más precisamente en el Barrio La Viñita, logró desafiliarse de la Liga Chacarera para así poder formar parte en dónde le correspondía por jurisdicción.
El otro nuevo club es Inter del Norte, una institución fundada en 2012 como Escuela de Fútbol, que luego logró completar todas sus categorías en fútbol tanto masculino como femenino y Futsal. Consiguió su Personería Jurídica a fines de 2024, para ya poder hacer formal su ingreso a la entidad madre del fútbol capitalino.

## Sede
La sede de la Liga Catamarqueña de Fútbol, en donde también se ubica el Estadio Malvinas Argentinas, se encuentra entre calles Fidel Mardoqueo Castro, Almafuerte, Olmos de Aguilera y Echeverría. 
El Malvinas Argentinas cuenta con una capacidad para 12.000 espectadores. 
|                                                | Estadio Malvinas Argentinas         | |
|                                                |                                     | |
| Popular norte, ubicada sobre calle Almafuerte. | Toma aérea del Malvinas Argentinas. | Imagen tomada desde la Platea Oeste hacía la Popular Sur, durante un encuentro entre Estudiantes y Parque Daza. |

## Equipos participantes

### Primera A
| Equipo                                         | Ciudad     | Departamento | Fundación                |
| ---------------------------------------------- | ---------- | ------------ | ------------------------ |
| Club Deportivo Américo Tesorieri               | Catamarca  | Capital      | 13 de octubre de 1933    |
| Club Atlético Policial                         | Catamarca  | Capital      | 31 de marzo de 1945      |
| Club Deportivo Chacarita                       | Catamarca  | Capital      | 19 de marzo de 1934      |
| Club Atlético Defensores del Norte             | Catamarca  | Capital      | 25 de junio de 1937      |
| Club Social, Cultural y Deportivo El Auténtico | Catamarca  | Capital      | 29 de septiembre de 1993 |
| Club Atlético Estudiantes de La Tablada        | Catamarca  | Capital      | 1 de agosto de 1951      |
| Club Sportivo Ferrocarriles del Estado         | Chumbicha  | Capayán      | 15 de septiembre de 1946 |
| Club Atlético Independiente                    | Catamarca  | Capital      | 28 de febrero de 1920    |
| Club Atlético Independiente                    | Huillapima | Capayán      | 17 de julio de 1993      |
| Asociación Juventud Unida de Santa Rosa        | Catamarca  | Capital      | 23 de mayo de 1963       |
| Club Deportivo Salta Central                   | Catamarca  | Capital      | 12 de abril de 1984      |
| Club Atlético San Lorenzo de Alem              | Catamarca  | Capital      | 20 de mayo de 1936       |
| Club Atlético Vélez Sarsfield                  | Catamarca  | Capital      | 12 de septiembre de 1928 |
| Club Sportivo Villa Cubas                      | Catamarca  | Capital      | 25 de agosto de 1932     |

### Primera B
| Equipo                                                   | Ciudad               | Departamento | Fundación               |
| -------------------------------------------------------- | -------------------- | ------------ | ----------------------- |
| Club Fiel, Deportiva, Social y Cultural Asociación Civil | Catamarca            | Capital      | 20 de mayo de 2007      |
| Club Deportivo Valle Chico                               | Catamarca            | Capital      | 22 de febrero de 2017   |
| Club Social Inter del Norte                              | Catamarca            | Capital      | 18 de enero de 2012     |
| La Banda Club de Fútbol                                  | Catamarca            | Capital      | 28 de enero de 2006     |
| Club Social, Cultural y Deportivo La Estación            | Miraflores           | Capayán      | 11 de mayo de 2010      |
| Club Atlético Liberal Argentino                          | Catamarca            | Capital      | 13 de julio de 1963     |
| Club Social y Deportivo Parque Daza                      | Catamarca            | Capital      | 10 de diciembre de 1961 |
| Club Atlético Rivadavia                                  | Huillapima           | Capayán      | 9 de julio de 1923      |
| Club Atlético San Isidro                                 | Colonia Nueva Coneta | Capayán      | 26 de julio de 2016     |
| Club Sportivo y Cultural San Martín                      | Chumbicha            | Capayán      | 1 de noviembre de 1958  |
| Club Atlético Sarmiento                                  | Catamarca            | Capital      | 12 de junio de 1912     |

### Distribución geográfica de los equipos
| Departamento | Cant. | Equipos |
| ------------ | ----- | --- |
| Capital      | 19    | Américo Tesorieri, Atlético Policial, Chacarita, Club Fiel, Defensores del Norte, Deportivo Valle Chico, El Auténtico, Estudiantes de La Tablada, Independiente (C), Inter del Norte, Juventud Unida de Santa Rosa, La Banda CF, Liberal Argentino, Parque Daza, Salta Central, San Lorenzo de Alem, Sarmiento, Vélez Sarsfield y Villa Cubas. |
| Capayán      | 6     | Ferrocarriles (Chumbicha), Independiente (Huillapima), La Estación (Miraflores), Rivadavia (Huillapima), San Isidro (Nueva Coneta) y San Martín (Chumbicha). |
| Total        | 25    | |

## Primera A

### Historial de campeones
| Año  | Campeonato                   | Campeón              |
| ---- | ---------------------------- | -------------------- |
| 1917 | Anual                        | Almirante Brown      |
| 1918 | Anual                        | Sarmiento            |
| 1919 | Anual                        | Sarmiento            |
| 1920 | Anual                        | Sarmiento            |
| 1921 | Anual                        | Catamarca Central    |
| 1922 | Anual                        | Sarmiento            |
| 1923 | Anual                        | Independiente        |
| 1924 | Anual                        | Sarmiento            |
| 1925 | Anual                        | Regimiento 17        |
| 1926 | Anual                        | Regimiento 17        |
| 1927 | Anual                        | Regimiento 17        |
| 1928 | Anual                        | Sarmiento            |
| 1929 | Anual                        | Regimiento 17        |
| 1930 | Anual                        | Regimiento 17        |
| 1931 | Anual                        | Regimiento 17        |
| 1932 | Anual                        | Sarmiento            |
| 1933 | Anual                        | Independiente        |
| 1934 | Anual                        | Independiente        |
| 1935 | Anual                        | Sarmiento            |
| 1936 | —                            | No se disputó        |
| 1937 | Anual                        | Sarmiento            |
| 1937 | Clausura                     | Sarmiento            |
| 1938 | Anual                        | Sarmiento            |
| 1939 | Anual                        | Sarmiento            |
| 1940 | Preparación                  | Vélez Sarsfield      |
| 1940 | Anual                        | Sarmiento            |
| 1941 | Anual                        | Sarmiento            |
| 1942 | Anual                        | Unión                |
| 1943 | Anual                        | Sarmiento            |
| 1944 | Anual                        | Unión                |
| 1945 | —                            | No se disputó        |
| 1946 | Anual                        | Américo Tesorieri    |
| 1946 | Clausura                     | Vélez Sarsfield      |
| 1947 | Preparación                  | Unión                |
| 1947 | Anual                        | Villa Cubas          |
| 1948 | Competencia                  | Obras Sanitarias     |
| 1948 | Anual                        | Sarmiento            |
| 1948 | Clausura                     | Unión                |
| 1949 | Competencia                  | Américo Tesorieri    |
| 1949 | Anual                        | Sarmiento            |
| 1950 | Preparación                  | Vélez Sarsfield      |
| 1950 | Anual                        | Sarmiento            |
| 1951 | Preparación                  | Sarmiento            |
| 1951 | Rápido                       | Sarmiento            |
| 1951 | Anual                        | Villa Cubas          |
| 1951 | Clausura                     | Villa Cubas          |
| 1952 | Apertura                     | Villa Cubas          |
| 1952 | Preparación                  | Independiente        |
| 1952 | Anual                        | Sarmiento            |
| 1953 | Apertura                     | Villa Cubas          |
| 1953 | Preparación                  | Sarmiento            |
| 1953 | Anual                        | Independiente        |
| 1954 | Apertura                     | Sarmiento            |
| 1954 | Preparación                  | Sarmiento            |
| 1954 | Anual                        | Sarmiento            |
| 1955 | Apertura                     | Sarmiento            |
| 1955 | Preparación                  | Sarmiento            |
| 1955 | Anual                        | Vélez Sarsfield      |
| 1956 | Apertura                     | Sarmiento            |
| 1956 | Preparación                  | Policial             |
| 1956 | Anual                        | Policial             |
| 1957 | Apertura                     | Sarmiento            |
| 1957 | Preparación                  | Vélez Sarsfield      |
| 1957 | Anual                        | Sarmiento            |
| 1958 | Apertura                     | Independiente        |
| 1958 | Preparación                  | Vélez Sarsfield      |
| 1958 | Anual                        | Vélez Sarsfield      |
| 1959 | Apertura                     | Policial             |
| 1959 | Preparación                  | Policial             |
| 1959 | Anual                        | Vélez Sarsfield      |
| 1960 | Apertura                     | Juventud Unida       |
| 1960 | Preparación                  | No terminó           |
| 1960 | Anual                        | Vélez Sarsfield      |
| 1961 | Apertura                     | Sarmiento            |
| 1961 | Preparación                  | Vélez Sarsfield      |
| 1961 | Anual                        | Sarmiento            |
| 1962 | Apertura                     | Juventud Unida       |
| 1962 | Preparación                  | Policial             |
| 1962 | Anual                        | Policial             |
| 1963 | Apertura                     | Defensores del Norte |
| 1963 | Anual                        | Vélez Sarsfield      |
| 1964 | Apertura                     | Independiente        |
| 1964 | Preparación                  | Policial             |
| 1964 | Anual                        | Vélez Sarsfield      |
| 1965 | Apertura                     | Independiente        |
| 1965 | Preparación                  | Américo Tesorieri    |
| 1965 | Anual                        | Policial             |
| 1966 | Apertura                     | Policial             |
| 1966 | Preparación                  | Policial             |
| 1966 | Anual                        | Policial             |
| 1967 | Apertura                     | No concluyó          |
| 1967 | Anual                        | Sarmiento            |
| 1968 | Apertura                     | Policial             |
| 1968 | Clasificación Regional 68'   | Sarmiento            |
| 1968 | Anual                        | Policial             |
| 1968 | Clasificación Copa Argentina | Américo Tesorieri    |
| 1969 | Apertura                     | Policial             |
| 1969 | Clasificación Regional 69'   | Villa Cubas          |
| 1969 | Anual                        | Sarmiento            |
| 1970 | Anual                        | Sarmiento            |
| 1971 | Inciación                    | Vélez Sarsfield      |
| 1971 | Anual                        | Vélez Sarsfield      |
| 1971 | Petit                        | Sarmiento            |
| 1972 | Apertura                     | Vélez Sarsfield      |
| 1972 | Iniciación                   | Defensores del Norte |
| 1972 | Anual                        | Vélez Sarsfield      |
| 1973 | Preparación                  | Defensores del Norte |
| 1973 | Iniciación                   | Defensores del Norte |
| 1973 | Anual                        | Sarmiento            |
| 1973 | Petit                        | Vélez Sarsfield      |
| 1974 | Iniciación                   | Sarmiento            |
| 1974 | Anual                        | Unión                |
| 1975 | Anual                        | Sarmiento            |
| 1976 | Preparación                  | Unión                |
| 1976 | Anual                        | Policial             |
| 1977 | Preparación                  | San Lorenzo de Alem  |
| 1977 | Anual                        | San Lorenzo de Alem  |
| 1978 | Apertura                     | Vélez Sarsfield      |
| 1978 | Anual                        | Sarmiento            |
| 1978 | Clausura                     | Vélez Sarsfield      |
| 1978 | Petit                        | Sarmiento            |
| 1979 | Apertura                     | San Lorenzo de Alem  |
| 1979 | Anual                        | Vélez Sarsfield      |
| 1979 | Clausura                     | Policial             |
| 1979 | Petit                        | Juventud Unida       |

| Año  | Campeonato        | Campeón                                                  |
| ---- | ----------------- | -------------------------------------------------------- |
| 1980 | Apertura          | Américo Tesorieri                                        |
| 1980 | Anual             | Villa Cubas                                              |
| 1980 | Petit             | Américo Tesorieri                                        |
| 1981 | Apertura          | Sarmiento                                                |
| 1981 | Anual             | San Lorenzo de Alem                                      |
| 1981 | Petit             | San Lorenzo de Alem                                      |
| 1982 | Apertura          | Policial                                                 |
| 1982 | Anual             | Américo Tesorieri                                        |
| 1982 | Clausura          | Policial                                                 |
| 1982 | Petit             | Policial                                                 |
| 1983 | Apertura          | Vélez Sarsfield                                          |
| 1983 | Clasificación     | San Lorenzo de Alem                                      |
| 1983 | Petit             | Juventud Unida                                           |
| 1983 | Clausura          | Vélez Sarsfield                                          |
| 1984 | Apertura          | Sarmiento                                                |
| 1984 | Petit             | San Lorenzo de Alem                                      |
| 1984 | Clasificación     | Américo Tesorieri                                        |
| 1985 | Apertura          | Villa Cubas                                              |
| 1985 | Clasificación     | San Lorenzo de Alem                                      |
| 1985 | Petit             | Villa Cubas                                              |
| 1986 | Anual             | San Lorenzo de Alem                                      |
| 1986 | Petit             | San Lorenzo de Alem                                      |
| 1986 | Clausura          | Defensores del Norte                                     |
| 1987 | Anual             | Sarmiento                                                |
| 1987 | Petit             | San Lorenzo de Alem                                      |
| 1987 | Clausura          | Sarmiento                                                |
| 1988 | Apertura          | Sarmiento                                                |
| 1988 | Anual             | Sarmiento                                                |
| 1988 | Petit             | Sarmiento                                                |
| 1989 | Apertura          | Sarmiento                                                |
| 1989 | Anual             | San Lorenzo de Alem                                      |
| 1989 | Petit             | Sarmiento                                                |
| 1990 | Apertura          | Juventud Unida                                           |
| 1990 | Anual             | Juventud Unida                                           |
| 1990 | Petit             | Sarmiento                                                |
| 1991 | Apertura          | Villa Cubas                                              |
| 1991 | Anual             | San Lorenzo de Alem                                      |
| 1991 | Petit             | Vélez Sarsfield                                          |
| 1992 | Apertura          | Villa Cubas                                              |
| 1992 | Anual             | Américo Tesorieri                                        |
| 1992 | Petit             | Villa Cubas                                              |
| 1993 | Apertura          | Sarmiento                                                |
| 1993 | Anual             | Villa Cubas                                              |
| 1993 | Petit             | Villa Cubas                                              |
| 1994 | Apertura          | Villa Cubas                                              |
| 1994 | Anual             | San Lorenzo de Alem                                      |
| 1994 | Petit             | San Lorenzo de Alem                                      |
| 1995 | Apertura          | Salta Central                                            |
| 1995 | Anual             | Villa Cubas                                              |
| 1995 | Petit             | Juventud Unida                                           |
| 1996 | Anual             | Villa Cubas                                              |
| 1996 | Petit             | Salta Central                                            |
| 1997 | Apertura          | Defensores del Norte                                     |
| 1997 | Liguilla Apertura | Salta Central                                            |
| 1997 | Anual             | No se definió campeón                                    |
| 1997 | Liguilla Clausura | Salta Central                                            |
| 1998 | Apertura          | San Lorenzo de Alem                                      |
| 1998 | Anual             | Salta Central                                            |
| 1999 | Apertura          | Villa Cubas                                              |
| 1999 | Petit             | Sarmiento                                                |
| 2000 | Apertura          | San Lorenzo de Alem                                      |
| 2000 | Clausura          | Defensores del Norte                                     |
| 2001 | Apertura          | Defensores del Norte                                     |
| 2001 | Clausura          | San Lorenzo de Alem                                      |
| 2002 | Apertura          | Defensores del Norte                                     |
| 2002 | Clausura          | Policial                                                 |
| 2003 | Apertura          | San Lorenzo de Alem                                      |
| 2003 | Clausura          | San Lorenzo de Alem                                      |
| 2003 | Anual             | Villa Cubas                                              |
| 2004 | Anual             | Villa Cubas                                              |
| 2005 | Apertura          | Policial                                                 |
| 2005 | Anual             | Villa Cubas                                              |
| 2006 | Apertura          | Defensores del Norte                                     |
| 2006 | Anual             | San Lorenzo de Alem                                      |
| 2007 | Apertura          | Villa Cubas                                              |
| 2007 | Anual             | Américo Tesorieri                                        |
| 2007 | Petit             | Ferrocarriles                                            |
| 2008 | Apertura          | Ferrocarriles                                            |
| 2008 | Anual             | Américo Tesorieri                                        |
| 2009 | Apertura          | Ferrocarriles                                            |
| 2009 | Clausura          | Villa Cubas                                              |
| 2009 | Petit             | San Lorenzo de Alem                                      |
| 2010 | Apertura          | Villa Cubas                                              |
| 2010 | Anual             | Villa Cubas                                              |
| 2010 | Petit             | San Lorenzo de Alem                                      |
| 2011 | Apertura          | Defensores del Norte                                     |
| 2011 | Anual             | San Lorenzo de Alem                                      |
| 2011 | Petit             | Juventud Unida                                           |
| 2012 | Apertura          | Policial                                                 |
| 2012 | Anual             | Américo Tesorieri                                        |
| 2012 | Petit             | Estudiantes de La Tablada                                |
| 2013 | Apertura          | Sarmiento                                                |
| 2013 | Anual             | Sarmiento                                                |
| 2014 | Apertura          | Villa Cubas                                              |
| 2014 | Anual             | Américo Tesorieri                                        |
| 2014 | Petit             | Ferrocarriles                                            |
| 2015 | Apertura          | Américo Tesorieri                                        |
| 2015 | Anual             | Estudiantes de La Tablada                                |
| 2015 | Petit             | Independiente                                            |
| 2016 | Apertura          | Independiente (C)                                        |
| 2016 | Integración       | San Lorenzo de Alem                                      |
| 2016 | Anual             | Américo Tesorieri                                        |
| 2016 | Petit             | Defensores del Norte                                     |
| 2017 | Apertura          | Villa Cubas                                              |
| 2017 | Preparación       | Américo Tesorieri                                        |
| 2017 | Anual             | Américo Tesorieri                                        |
| 2017 | Petit             | Juventud Unida                                           |
| 2018 | Superliga         | Coronel Daza                                             |
| 2018 | Anual             | Américo Tesorieri                                        |
| 2019 | Apertura          | Américo Tesorieri                                        |
| 2019 | Anual             | Atlético Policial                                        |
| 2020 | —                 | Temporada suspendida debido a la pandemia de coronavirus |
| 2021 | Anual             | Américo Tesorieri                                        |
| 2022 | Anual             | San Lorenzo de Alem                                      |
| 2022 | Petit             | Villa Cubas                                              |
| 2022 | Clausura          | Defensores del Norte                                     |
| 2023 | Apertura          | Ferrocarriles                                            |
| 2023 | Petit             | Villa Cubas                                              |
| 2023 | Clausura          | Ferrocarriles                                            |
| 2024 | Apertura          | San Lorenzo de Alem                                      |
| 2024 | Petit             | Atlético Policial                                        |
| 2024 | Clausura          | Villa Cubas                                              |
| 2025 | Apertura          | San Lorenzo de Alem                                      |
| 2025 | Petit             | Independiente (C)                                        |
| 2025 | Clausura          | -                                                        |

| 1. 2. |

### Palmarés de Primera A

#### Palmarés general de Primera División
| Equipo                                             | Títulos | Años campeón |
| -------------------------------------------------- | ------- | --- |
| Club Atlético Sarmiento                            | 56      | Anual 1918, Anual 1919, Anual 1920, Anual 1922, Anual 1924, Anual 1928, Anual 1932, Anual 1935, Anual 1937, Clausura 1937, Anual 1938, Anual 1939, Anual 1940, Anual 1941, Anual 1943, Anual 1948, Anual 1949, Anual 1950, Preparación 1951, Rápido 1951, Anual 1952, Preparación 1953, Apertura 1954, Preparación 1954, Anual 1954, Apertura 1955, Preparación 1955, Apertura 1956, Apertura 1957, Anual 1957, Apertura 1961, Anual 1961, Anual 1967, Clasificación Regional 1968, Anual 1969, Anual 1970, Petit 1971, Anual 1973, Iniciación 1974, Anual 1975, Anual 1978, Petit 1978, Apertura 1981, Apertura 1984, Anual 1987, Clausura 1987, Apertura 1988, Anual 1988, Petit 1988, Apertura 1989, Petit 1990, Apertura 1993, Petit 1999, Apertura 2013, Anual 2013. |
| Club Sportivo Villa Cubas                          | 30      | Anual 1947, Anual 1951, Clausura 1951, Apertura 1952, Apertura 1953, Clasificación Regional 1969, Anual 1980, Apertura 1985, Petit 1985, Apertura 1991, Apertura 1992, Petit 1992, Anual 1993, Petit 1993, Apertura 1994, Anual 1995, Anual 1996, Apertura 1999, Anual 2003, Anual 2004, Anual 2005, Apertura 2007, Anual 2009, Apertura 2010, Anual 2010, Apertura 2014, Apertura 2017, Petit 2022, Petit 2023, Clausura 2024. |
| Club Atlético San Lorenzo de Alem                  | 28      | Preparación 1977, Anual 1977, Apertura 1979, Anual 1981, Petit 1981, Clasificación 1983, Petit 1984, Clasificación 1985, Anual 1986, Petit 1986, Petit 1987, Anual 1989, Anual 1991, Anual 1994, Petit 1994, Apertura 1998, Apertura 2000, Clausura 2001, Apertura 2003, Clausura 2003, Anual 2006, Petit 2009, Petit 2010, Anual 2011, Integración 2016, Anual 2022, Apertura 2024, Apertura 2025. |
| Club Atlético Policial                             | 24      | Preparación 1956, Anual 1956, Apertura 1959, Preparación 1959, Preparación 1962, Anual 1962, Preparación 1964, Anual 1965, Apertura 1966, Preparación 1966, Anual 1966, Apertura 1968, Anual 1968, Apertura 1969, Anual 1976, Clausura 1979, Apertura 1982, Clausura 1982, Petit 1982, Clausura 2002, Apertura 2005, Apertura 2012, Anual 2019, Petit 2024. |
| Club Atlético Vélez Sarsfield                      | 23      | Preparación 1940, Clausura 1946, Preparación 1950, Anual 1955, Preparación 1957, Preparación 1958, Anual 1958, Anual 1959, Anual 1960, Preparación 1961, Anual 1963, Anual 1964, Iniciación 1971, Anual 1971, Apertura 1972, Anual 1972, Petit 1973, Apertura 1978, Clausura 1978, Anual 1979, Apertura 1983, Clausura 1983, Petit 1991. |
| Club Deportivo Américo Tesorieri                   | 20      | Anual 1946, Competencia 1949, Preparación 1965, Clasificación Copa Argentina 1968, Apertura 1980, Petit 1980, Anual 1982, Clasificación 1984, Anual 1992, Anual 2007, Anual 2008, Anual 2012, Anual 2014, Apertura 2015, Anual 2016, Preparación 2017, Anual 2017, Anual 2018, Apertura 2019, Anual 2021. |
| Club Atlético Defensores del Norte                 | 13      | Apertura 1963, Iniciación 1972, Preparación 1973, Iniciación 1973, Clausura 1986, Apertura 1997, Clausura 2000, Apertura 2001, Apertura 2002, Apertura 2006, Apertura 2011, Petit 2016, Clausura 2022. |
| Club Atlético Independiente                        | 11      | Anual 1923, Anual 1933, Anual 1934, Preparación 1952, Anual 1953, Apertura 1958, Apertura 1964, Apertura 1965, Petit 2015, Apertura 2016, Petit 2025 |
| Asociación Juventud Unida de Santa Rosa            | 9       | Apertura 1960, Apertura 1962, Petit 1979, Petit 1983, Apertura 1990, Anual 1990, Petit 1995, Petit 2011, Petit 2017. |
| Club Deportivo Unión                               | 6       | Anual 1942, Anual 1944, Preparación 1947, Clausura 1948, Anual 1974, Preparación 1976. |
| Regimiento 17                                      | 6       | Anual 1925, Anual 1926, Anual 1927, Anual 1929, Anual 1930, Anual 1931. |
| Club Sportivo Ferrocarriles del Estado (Chumbicha) | 6       | Petit 2007, Apertura 2008, Apertura 2009, Petit 2014, Apertura 2023, Clausura 2023 |
| Club Deportivo Salta Central                       | 5       | Apertura 1995, Petit 1996, Liguilla Apertura 1997, Liguilla Clausura 1997, Anual 1998. |
| Club Atlético Estudiantes de La Tablada            | 2       | Petit 2012, Anual 2015. |
| Club Almirante Brown                               | 1       | Anual 1917. |
| Club Catamarca Central                             | 1       | Anual 1921. |
| Club Deportivo Coronel Daza                        | 1       | Superliga 2018. |
| Club Obras Sanitarias                              | 1       | Competencia 1948. |

#### Participaciones en Primera División
| Equipo                            | Participaciones | Temporadas |
| --------------------------------- | --------------- | --- |
| Sarmiento                         | 95              | 1917, 1918, 1919, 1920, 1921, 1922, 1923, 1924, 1925, 1926, 1927, 1928, 1929, 1930, 1931, 1932, 1933, 1934, 1935, 1936, 1937, 1938, 1939, 1940, 1941, 1942, 1943, 1944, 1945, 1946, 1947, 1948, 1949, 1950, 1951, 1952, 1953, 1954, 1955, 1956, 1957, 1958, 1959, 1960, 1961, 1967, 1968, 1969, 1970, 1971, 1972, 1973, 1974, 1975, 1976, 1977, 1978, 1979, 1980, 1981, 1982, 1983, 1984, 1985, 1986, 1987, 1988, 1989, 1990, 1991, 1992, 1993, 1994, 1995, 1996, 1997, 1998, 1999, 1999/00, 2000/01, 2003, 2004, 2005, 2006, 2007, 2008, 2009, 2010, 2011, 2012, 2013, 2014, 2015, 2016, 2017. |
| Independiente (Capital)           | 91              | 1921, 1922, 1923, 1924, 1925, 1926, 1927, 1928, 1929, 1930, 1931, 1932, 1933, 1934, 1935, 1936, 1937, 1938, 1939, 1940, 1941, 1942, 1943, 1944, 1945, 1946, 1947, 1948, 1949, 1950, 1952, 1953, 1954, 1955, 1956, 1957, 1958, 1959, 1960, 1961, 1962, 1968, 1969, 1974, 1975, 1976, 1977, 1978, 1980, 1982, 1983, 1984, 1985, 1986, 1987, 1988, 1989, 1990, 1991, 1993, 1994, 1995, 1996, 1997, 1998, 1999/00, 2000/01, 2001/02, 2003, 2004, 2005, 2006, 2007, 2008, 2009, 2010, 2011, 2012, 2013, 2014, 2015, 2016, 2017, 2018, 2019, 2021, 2022, 2022/23, 2024, 2025, 2026.                   |
| Vélez Sarsfield                   | 84              | 1936, 1937, 1938, 1939, 1940, 1941, 1942, 1943, 1944, 1945, 1946, 1947, 1948, 1949, 1954, 1955, 1956, 1957, 1958, 1959, 1960, 1961, 1962, 1963, 1964, 1965, 1966, 1967, 1968, 1969, 1970, 1971, 1972, 1973, 1974, 1975, 1976, 1977, 1978, 1979, 1980, 1981, 1982, 1983, 1984, 1985, 1986, 1987, 1988, 1989, 1990, 1991, 1992, 1993, 1994, 1996, 1997, 1999, 1999/00, 2000/01, 2001/02, 2002/03, 2003, 2004, 2005, 2006, 2007, 2008, 2009, 2010, 2011, 2012, 2013, 2014, 2015, 2016, 2017, 2018, 2019, 2021, 2022, 2022/23, 2024, 2026.                                                          |
| Américo Tesorieri                 | 76              | 1936, 1937, 1938, 1941, 1942, 1943, 1944, 1945, 1946, 1947, 1949, 1950, 1951, 1952, 1953, 1955, 1956, 1959, 1960, 1961, 1962, 1963, 1965, 1966, 1967, 1968, 1969, 1970, 1971, 1973, 1975, 1978, 1979, 1980, 1981, 1982, 1983, 1984, 1985, 1986, 1987, 1988, 1989, 1990, 1991, 1992, 1993, 1994, 1995, 1996, 1997, 2000/01, 2002/03, 2003, 2004, 2005, 2006, 2007, 2008, 2009, 2010, 2011, 2012, 2013, 2014, 2015, 2016, 2017, 2018, 2019, 2021, 2022, 2022/23, 2024, 2025, 2026. |
| Villa Cubas                       | 72              | 1934, 1935, 1942, 1943, 1944,1945, 1946, 1947, 1948, 1950, 1951, 1952, 1953, 1954, 1955, 1958, 1968, 1971, 1972, 1973, 1974, 1975, 1976, 1977, 1979, 1980, 1981, 1982, 1983, 1984, 1985, 1986, 1987, 1988, 1989, 1990, 1991, 1992, 1993, 1994, 1995, 1996, 1997, 1998, 1999, 1999/00, 2000/01, 2001/02, 2002/03, 2003, 2004, 2005, 2006, 2007, 2008, 2009, 2010, 2011, 2012, 2013, 2014, 2015, 2016, 2017, 2018, 2019, 2021, 2022, 2022/23, 2024, 2025, 2026. |
| Atlético Policial                 | 71              | 1951, 1952, 1953, 1954, 1955, 1956, 1957, 1958, 1959, 1961, 1962, 1963, 1964, 1965, 1966, 1967, 1968, 1969, 1970, 1971, 1972, 1973, 1974, 1975, 1976, 1977, 1978, 1979, 1980, 1981, 1982, 1983, 1984, 1985, 1986, 1987, 1988, 1989, 1990, 1995, 1996, 1997, 1998, 1999, 1999/00, 2000/01, 2001/02, 2002/03, 2003, 2004, 2005, 2006, 2007, 2008, 2009, 2010, 2011, 2012, 2013, 2014, 2015, 2016, 2017, 2018, 2019, 2021, 2022, 2022/23, 2024, 2025, 2026. |
| Defensores del Norte              | 66              | 1957, 1958, 1959, 1960, 1961, 1962, 1963, 1964, 1965, 1966, 1967, 1968, 1969, 1970, 1971, 1972, 1973, 1974, 1975, 1976, 1977, 1978, 1980, 1981, 1982, 1983, 1984, 1986, 1987, 1988, 1989, 1990, 1991, 1992, 1993, 1996, 1997, 1998, 1999, 1999/00, 2000/01, 2001/02, 2002/03, 2003, 2004, 2005, 2006, 2007, 2008, 2009, 2010, 2011, 2012, 2013, 2014, 2015, 2016, 2017, 2018, 2019, 2021, 2022, 2022/23, 2024, 2025, 2026. |
| Juventud Unida de Santa Rosa      | 64              | 1944, 1945, 1946, 1947, 1953, 1954, 1956, 1957, 1960, 1962, 1963, 1964, 1965, 1967, 1975, 1976, 1977, 1978, 1979, 1980, 1981, 1982, 1983, 1984, 1985, 1986, 1987, 1988, 1989, 1990, 1991, 1992, 1993, 1994, 1995, 1996, 1997, 1998, 1999, 2000/01, 2001/02, 2002/03, 2003, 2004, 2005, 2006, 2007, 2008, 2009, 2010, 2011, 2012, 2013, 2014, 2015, 2016, 2017, 2018, 2021, 2022, 2022/23, 2024, 2025, 2026. |
| San Lorenzo de Alem               | 61              | 1963, 1964, 1965, 1966, 1970, 1971, 1972, 1973, 1974, 1975, 1976, 1977, 1978, 1979, 1980, 1981, 1982, 1983, 1984, 1985, 1986, 1987, 1988, 1989, 1990, 1991, 1992, 1993, 1994, 1995, 1996, 1997, 1998, 1999, 1999/00, 2000/01, 2001/02, 2002/03, 2003, 2004, 2005, 2006, 2007, 2008, 2009, 2010, 2011, 2012, 2013, 2014, 2015, 2016, 2017, 2018, 2019, 2021, 2022, 2022/23, 2024, 2025, 2026. |
| Estudiantes de La Tablada         | 33              | 1976, 1980, 1981, 1982, 1983, 1984, 1985, 1986, 1987, 1988, 1989, 1990, 1996, 1997, 2000/01, 2003, 2004, 2005, 2006, 2007, 2008, 2009, 2010, 2011, 2012, 2013, 2014, 2015, 2016, 2017, 2024, 2025, 2026. |
| Chacarita                         | 33              | 1977, 1983, 1984, 1985, 1986, 1987, 1988, 1989, 1990, 1992, 1996, 1997, 2000/01, 2003, 2004, 2005, 2006, 2007, 2008, 2009, 2010, 2011, 2012, 2013, 2014, 2016, 2017, 2021, 2022, 2022/23, 2024, 2025, 2026. |
| Unión                             | 30              | 1932, 1933, 1934, 1935, 1936, 1937, 1939, 1940, 1941, 1942, 1943, 1944, 1945, 1946, 1947, 1948, 1949, 1950, 1951, 1952, 1964, 1969, 1970, 1971, 1972, 1973, 1974, 1975, 1976, 1977. |
| Salta Central                     | 31              | 1994, 1995, 1996, 1997, 1998, 1999, 1999/00, 2000/01, 2001/02, 2002/03, 2003, 2004, 2005, 2006, 2007, 2008, 2009, 2010, 2011, 2012, 2013, 2014, 2015, 2016, 2017, 2019, 2022, 2022/23, 2024, 2025, 2026. |
| Parque Daza                       | 28              | 1980, 1981, 1982, 1983, 1984, 1985, 1987, 1988, 1989, 1990, 1996, 1997, 2000/01, 2003, 2004, 2005, 2006, 2007, 2008, 2009, 2010, 2011, 2012, 2013, 2014, 2015, 2016, 2017. |
| Ferrocarriles (Chumbicha)         | 21              | 2004, 2005, 2006, 2007, 2008, 2009, 2010, 2011, 2012, 2013, 2014, 2015, 2016, 2017, 2018, 2019, 2022, 2022/23, 2024, 2025, 2026. |
| Catamarca Central                 | 16              | 1917, 1918, 1919, 1920, 1921, 1923, 1924, 1925, 1926, 1927, 1928, 1929, 1930, 1931, 1932, 1933. |
| Mitre                             | 11              | 1930, 1931, 1932, 1933, 1934, 1935, 1936, 1937, 1938, 1939, 1941. |
| Rivadavia (Huillapima)            | 11              | 2011, 2012, 2013, 2014, 2015, 2016, 2017, 2018, 2019, 2021, 2022. |
| Regimiento 17                     | 9               | 1919, 1924, 1925, 1926, 1927, 1928, 1929, 1930, 1931. |
| Obras Sanitarias                  | 8               | 1944, 1945, 1946, 1947, 1948, 1949, 1950, 1951. |
| Almirante Brown                   | 7               | 1917, 1918, 1919, 1920, 1921, 1922, 1923. |
| Deportivo Sumalao                 | 6               | 1966, 1967, 1968, 1969, 1970, 1972. |
| Ferro (Nueva Coneta)              | 6               | 1984, 1985, 1986, 1987, 1989, 1990. |
| Deportivo Argentino               | 5               | 1978, 1979, 1980, 1981, 1982. |
| Independiente (Huillapima)        | 5               | 1942, 1943, 2017, 2025, 2026. |
| Racing                            | 2               | 1924, 1925. |
| Defensores de Fray Mamerto Esquiú | 2               | 1941, 1942. |
| Jorge Newbery                     | 1               | 1917. |
| Defensores del Comercio           | 1               | 1922. |
| Güemes                            | 1               | 1922. |
| Pueyrredón                        | 1               | 1922. |
| Veterano                          | 1               | 1922. |
| San Martín (Capital)              | 1               | 1923. |
| Young Men                         | 1               | 1926. |
| Sportivo Belgrano                 | 1               | 1926. |
| Sportsman Athletic                | 1               | 1926. |
| San Isidro (Nueva Coneta)         | 1               | 2022/23. |
| El Auténtico                      | 1               | 2026. |

## Primera B

### Historial de campeones
| Año  | Campeonato    | Campeón                   |
| ---- | ------------- | ------------------------- |
| 1948 | Anual         | Américo Tesorieri         |
| 1949 | Competencia   | Villa Cubas               |
| 1949 | Anual         | Villa Cubas               |
| 1950 | Anual         | Policial                  |
| 1951 | Anual         | Independiente             |
| 1952 | Anual         | Juventud Unida            |
| 1953 | Anual         | Vélez Sarsfield           |
| 1954 | Anual         | Américo Tesorieri         |
| 1955 | Anual         | Juventud Unida            |
| 1956 | Anual         | Defensores del Norte      |
| 1957 | Anual         | Villa Cubas               |
| 1958 | Anual         | Américo Tesorieri         |
| 1959 | Anual         | Juventud Unida            |
| 1960 | Anual         | Policial                  |
| 1961 | Anual         | Juventud Unida            |
| 1962 | Anual         | San Lorenzo de Alem       |
| 1963 | Anual         | Unión                     |
| 1964 | Anual         | Américo Tesorieri         |
| 1965 | Anual         | Deportivo Sumalao         |
| 1966 | Anual         | Sarmiento                 |
| 1967 | Anual         | Independiente             |
| 1968 | Clasificación | Unión                     |
| 1968 | Anual         | Unión                     |
| 1969 | Clasificación | Juventud Unida            |
| 1969 | Anual         | San Lorenzo de Alem       |
| 1970 | Preparación   | Villa Cubas               |
| 1970 | Anual         | Villa Cubas               |
| 1971 | Iniciación    | Deportivo Sumalao         |
| 1971 | Anual         | Deportivo Sumalao         |
| 1972 | Iniciación    | Independiente             |
| 1972 | Anual         | Estudiantes de La Tablada |
| 1973 | Iniciación    | Independiente             |
| 1973 | Anual         | Independiente             |
| 1974 | Iniciación    | Deportivo Sumalao         |
| 1974 | Anual         | Américo Tesorieri         |
| 1975 | Anual         | Estudiantes de La Tablada |
| 1976 | Anual         | Chacarita                 |
| 1977 | Anual         | Américo Tesorieri         |
| 1978 | Apertura      | Villa Cubas               |
| 1978 | Anual         | Villa Cubas               |
| 1978 | Clausura      | Estudiantes de La Tablada |
| 1979 | Apertura      | Independiente             |
| 1979 | Anual         | Independiente             |
| 1979 | Clausura      | Deportivo Sumalao         |

| Año  | Campeonato | Campeón                                                  |
| ---- | ---------- | -------------------------------------------------------- |
| 1980 | —          | Se desintegra la categoría                               |
| 1991 | Apertura   | Salta Central                                            |
| 1991 | Anual      | Chacarita                                                |
| 1991 | Clausura   | Chacarita                                                |
| 1991 | Petit      | Chacarita                                                |
| 1992 | Apertura   | Independiente                                            |
| 1992 | Anual      | Independiente                                            |
| 1993 | Apertura   | Policial                                                 |
| 1993 | Anual      | Salta Central                                            |
| 1993 | Petit      | Salta Central                                            |
| 1994 | Apertura   | Policial                                                 |
| 1994 | Anual      | Policial                                                 |
| 1995 | Apertura   | Defensores del Norte                                     |
| 1995 | Anual      | Defensores del Norte                                     |
| 1996 | Anual      | Defensores del Norte                                     |
| 1998 | Apertura   | Américo Tesorieri                                        |
| 1998 | Anual      | Vélez Sarsfield                                          |
| 1999 | Apertura   | Independiente                                            |
| 1999 | Anual      | Américo Tesorieri                                        |
| 2000 | Apertura   | Juventud Unida                                           |
| 2000 | Anual      | Juventud Unida                                           |
| 2001 | —          | Los equipos fueron integrados a la Primera División      |
| 2002 | Apertura   | Américo Tesorieri                                        |
| 2002 | Clausura   | Américo Tesorieri                                        |
| 2003 | Apertura   | Parque Daza                                              |
| 2018 | Superliga  | Salta Central                                            |
| 2018 | Anual      | Salta Central                                            |
| 2019 | Anual      | Chacarita                                                |
| 2020 | —          | Temporada suspendida debido a la pandemia de coronavirus |
| 2021 | Anual      | Ferrocarriles                                            |
| 2022 | Anual      | San Isidro (Nueva Coneta)                                |
| 2022 | Petit      | Sarmiento                                                |
| 2022 | Clausura   | Estudiantes de La Tablada                                |
| 2023 | Apertura   | Estudiantes de La Tablada                                |
| 2023 | Petit      | Club Fiel                                                |
| 2024 | Apertura   | Independiente (Huillapima)                               |
| 2024 | Petit      | Sarmiento                                                |
| 2025 | Apertura   | Vélez Sarsfield                                          |
| 2025 | Petit      | El Auténtico                                             |

### Palmarés de Primera B

#### Palmarés general de Segunda División
| Equipo                                                   | Títulos | Años campeón |
| -------------------------------------------------------- | ------- | --- |
| Club Deportivo Américo Tesorieri                         | 10      | Anual 1948, Anual 1954, Anual 1958, Anual 1964, Anual 1974, Anual 1977, Apertura 1998, Anual 1999, Apertura 2002, Clausura 2002.           |
| Club Atlético Independiente (Capital)                    | 10      | Anual 1951, Anual 1967, Iniciación 1972, Iniciación 1973, Anual 1973, Apertura 1979, Anual 1979, Apertura 1992, Anual 1992, Apertura 1999. |
| Asociación Juventud Unida de Santa Rosa                  | 7       | Anual 1952, Anual 1955, Anual 1959, Anual 1961, Clasificación 1969, Apertura 2000, Anual 2000.                                             |
| Club Sportivo Villa Cubas                                | 7       | Competencia 1949, Anual 1949, Anual 1957, Preparación 1970, Anual 1970, Apertura 1978, Anual 1978.                                         |
| Club Atlético Policial                                   | 5       | Anual 1950, Anual 1960, Apertura 1993, Apertura 1994, Anual 1994.                                                                          |
| Club Deportivo Sumalao                                   | 5       | Anual 1965, Iniciación 1971, Anual 1971, Iniciación 1974, Clausura 1979.                                                                   |
| Club Atlético Estudiantes de La Tablada                  | 5       | Anual 1972, Anual 1975, Clausura 1978, Clausura 2022, Apertura 2023.                                                                       |
| Club Deportivo Chacarita                                 | 5       | Anual 1976, Anual 1991, Clausura 1991, Petit 1991, Anual 2019                                                                              |
| Club Deportivo Salta Central                             | 5       | Apertura 1991, Anual 1993, Petit 1993, Superliga 2018, Anual 2018.                                                                         |
| Club Atlético Defensores del Norte                       | 4       | Anual 1956, Apertura 1995, Anual 1995, Anual 1996.                                                                                         |
| Club Atlético Vélez Sarsfield                            | 3       | Anual 1953, Anual 1998, Apertura 2025. |
| Club Deportivo Unión                                     | 3       | Anual 1963, Clasificación 1968, Anual 1968.                                                                                                |
| Club Atlético Sarmiento                                  | 3       | Anual 1966, Petit 2022, Petit 2024. |
| Club Atlético San Lorenzo de Alem                        | 2       | Anual 1962, Anual 1969. |
| Club Social y Deportivo Parque Daza                      | 1       | Apertura 2003. |
| Club Sportivo Ferrocarriles del Estado                   | 1       | Anual 2021. |
| Club Atlético San Isidro                                 | 1       | Anual 2022. |
| Club Fiel, Deportiva, Social y Cultural Asociación Civil | 1       | Petit 2023. |
| Club Atlético Independiente (Huillapima)                 | 1       | Apertura 2024. |
| Club Social, Cultural y Deportivo El Auténtico           | 1       | Petit 2025. |

#### Participaciones en Segunda División
| Equipo                       | Participaciones | Temporada |
| ---------------------------- | --------------- | --- |
| Parque Daza                  | 29              | 1968, 1969, 1970, 1971, 1972, 1973, 1974, 1975, 1976, 1977, 1979, 1991, 1992, 1993, 1994, 1995, 1998, 1999, 1999/00, 2001/02, 2002/03, 2018, 2019, 2021, 2022, 2022/23, 2024, 2025, 2026. |
| Chacarita                    | 28              | 1960, 1961, 1962, 1963, 1964, 1965, 1966, 1967, 1968, 1969, 1970, 1971, 1972, 1973, 1974, 1975, 1976, 1991, 1993, 1994, 1995, 1998, 1999, 1999/00, 2001/02, 2002/03, 2018, 2019.          |
| Estudiantes de La Tablada    | 27              | 1966, 1967, 1968, 1969, 1970, 1971, 1972, 1973, 1974, 1975, 1977, 1978, 1991, 1992, 1993, 1994, 1995, 1998, 1999, 1999/00, 2001/02, 2002/03, 2018, 2019, 2021, 2022, 2022/23.             |
| Juventud Unida de Santa Rosa | 19              | 1948, 1949, 1950, 1951, 1952, 1955, 1958, 1959, 1961, 1966, 1968, 1969, 1970, 1971, 1972, 1973, 1974, 1999/00, 2019.                                                                      |
| Deportivo Sumalao            | 18              | 1956, 1957, 1958, 1959, 1960, 1961, 1962, 1963, 1964, 1965, 1971, 1973, 1974, 1975, 1976, 1977, 1978, 1979.                                                                               |
| Independiente (Capital)      | 15              | 1951, 1963, 1964, 1965, 1966, 1967, 1970, 1971, 1972, 1973, 1979, 1992, 1999, 2002/03. |
| Sarmiento                    | 15              | 1962, 1963, 1964, 1965, 1966, 2001/02, 2002/03, 2018, 2019, 2021, 2022, 2022/23, 2024, 2025, 2026.                                                                                        |
| Villa Cubas                  | 14              | 1949, 1956, 1957, 1959, 1960, 1961, 1962, 1963, 1964, 1965, 1966, 1967, 1970, 1978. |
| Unión                        | 14              | 1953, 1954, 1955, 1956, 1957, 1958, 1960, 1961, 1962, 1963, 1965, 1966, 1967, 1968. |
| Américo Tesorieri            | 13              | 1948, 1954, 1957, 1958, 1964, 1972, 1974, 1976, 1977, 1998, 1999, 1999/00, 2001/02. |
| San Lorenzo de Alem          | 13              | 1953, 1954, 1955, 1956, 1957, 1958, 1959, 1960, 1961, 1962, 1967, 1968, 1969. |
| Defensores del Norte         | 9               | 1951, 1952, 1953, 1954, 1955, 1956, 1979, 1994, 1995. |
| Atlético Policial            | 8               | 1948, 1949, 1950, 1960, 1991, 1992, 1993, 1994. |
| Liberal Argentino            | 8               | 2018, 2019, 2021, 2022, 2022/23, 2024, 2025, 2026. |
| Vélez Sarsfield              | 7               | 1950, 1951, 1952, 1953, 1995, 1998, 2025. |
| Atlético Nueva Coneta        | 7               | 1973, 1974, 1975, 1976, 1977, 1978, 1979. |
| Correos y Telecomunicaciones | 6               | 1953, 1954, 1955, 1956, 1957, 1958. |
| Independiente (Huillapima)   | 6               | 2018, 2019, 2021, 2022, 2022/23, 2024. |
| Club Fiel                    | 6               | 2021, 2022, 2022/23, 2024, 2025, 2026. |
| Deportivo Valle Chico        | 5               | 2021, 2022, 2022/23, 2024, 2025, 2026. |
| Salta Central                | 5               | 1991, 1992, 1993, 2018, 2021. |
| San Isidro (Nueva Coneta)    | 5               | 2021, 2022, 2024, 2025, 2026. |
| San Martín (Chumbicha)       | 5               | 2022, 2022/23, 2024, 2025, 2026. |
| Rivadavia (Huillapima)       | 4               | 2022/23, 2024, 2025, 2026. |
| Obras Sanitarias             | 3               | 1952, 1953, 1954. |
| La Banda CF                  | 3               | 2024, 2025, 2026. |
| Ferro (Nueva Coneta)         | 2               | 1991, 1993. |
| Inter del Norte              | 2               | 2025, 2026. |
| La Estación (Miraflores)     | 2               | 2025, 2026. |
| Tiro Federal                 | 1               | 1977. |
| Ferrocarriles (Chumbicha)    | 1               | 2021. |
| El Auténtico                 | 1               | 2025. |

## Equipos que perdieron la categoría
En el siguiente listado, se muestran los equipos que hayan descendido al menos una vez en la Liga Catamarqueña, desde el primer torneo en 1947.
| Equipo                       | Descenso(s) | Temporada                                       |
| ---------------------------- | ----------- | ----------------------------------------------- |
| Américo Tesorieri            | 8           | 1947, 1953, 1956, 1963, 1971, 1973, 1975, 1997. |
| Juventud Unida de Santa Rosa | 8           | 1947, 1954, 1957, 1960, 1965, 1967, 1999, 2018. |
| Independiente (Capital)      | 7           | 1950, 1962, 1969, 1978, 1991, 1998, 2001/02.    |
| Villa Cubas                  | 5           | 1948, 1955, 1958, 1969, 1977.                   |
| Vélez Sarsfield              | 4           | 1949, 1994, 1997, 2024.                         |
| Estudiantes de La Tablada    | 4           | 1976, 1990, 1997, 2017.                         |
| Chacarita                    | 4           | 1990, 1992, 1997, 2017.                         |
| Sarmiento                    | 3           | 1961, 2000/01, 2017.                            |
| Parque Daza                  | 3           | 1990, 1997, 2017.                               |
| Unión                        | 2           | 1952, 1964.                                     |
| Atlético Policial            | 2           | 1959, 1990.                                     |
| Deportivo Sumalao            | 2           | 1970, 1972.                                     |
| Defensores del Norte         | 2           | 1978, 1993.                                     |
| Salta Central                | 2           | 2017, 2019.                                     |
| Obras Sanitarias             | 1           | 1951.                                           |
| San Lorenzo de Alem          | 1           | 1966.                                           |
| Ferro (Nueva Coneta)         | 1           | 1990.                                           |
| Independiente (Huillapima)   | 1           | 2017.                                           |
| Ferrocarriles (Chumbicha)    | 1           | 2019.                                           |
| Rivadavia (Huillapima)       | 1           | 2022.                                           |
| San Isidro (Nueva Coneta)    | 1           | 2023.                                           |

## Campeonato femenino

### Historial de campeonas
| Año  | Campeonato | Campeón                   |
| ---- | ---------- | ------------------------- |
| 2019 | Apertura   | Rivadavia (H)             |
| 2019 | Clausura   | San Lorenzo de Alem       |
| 2021 | Apertura   | Villa Cubas               |
| 2022 | Apertura   | Estudiantes de La Tablada |
| 2023 | Apertura   | Américo Tesorieri         |
| 2023 | Clausura   | Salta Central             |

| Año  | Campeonato | Campeón   |
| ---- | ---------- | --------- |
| 2024 | Apertura   | Club Fiel |
| 2024 | Clausura   | Club Fiel |
| 2025 | Apertura   | Club Fiel |
| 2025 | Clausura   | -         |
| 2026 | Apertura   | -         |
| 2026 | Clausura   | -         |

### Palmarés
| Equipo                                           | Títulos | Años campeón                                 |
| ------------------------------------------------ | ------- | -------------------------------------------- |
| Asociación Deportiva Social y Cultural Club Fiel | 3       | Apertura 2024, Clausura 2024, Apertura 2025. |
| Club Atlético Rivadavia                          | 1       | Apertura 2019.                               |
| Club Atlético San Lorenzo de Alem                | 1       | Clausura 2019.                               |
| Club Sportivo Villa Cubas                        | 1       | Apertura 2021.                               |
| Club Atlético Estudiantes de La Tablada          | 1       | Apertura 2022.                               |
| Club Deportivo Américo Tesorieri                 | 1       | Apertura 2023.                               |
| Club Deportivo Salta Central                     | 1       | Clausura 2023.                               |

## Representantes de la liga en torneos nacionales

### Participaciones por año en torneos nacionales
| Temporada | Competición                                       | Categoría     | Equipo/s                                                       |
| --------- | ------------------------------------------------- | ------------- | -------------------------------------------------------------- |
| 1943      | Copa de la República                              | Copa Nacional | Sarmiento                                                      |
| 1944      | Copa de la República                              | Copa Nacional | Unión                                                          |
| 1945      | Copa de la República                              | Copa Nacional | Vélez Sarsfield                                                |
| 1959      | Campeonato de Campeones de la República Argentina | Copa Nacional | Vélez Sarsfield                                                |
| 1967      | Regional                                          | 2.°           | Policial                                                       |
| 1968      | Regional                                          | 2.°           | Sarmiento                                                      |
| 1969      | Regional                                          | 2.°           | Villa Cubas                                                    |
| 1970      | Regional                                          | 2.°           | Sarmiento                                                      |
| 1971      | Regional                                          | 2.°           | Sarmiento                                                      |
| 1972      | Regional                                          | 2.°           | Vélez Sarsfield                                                |
| 1973      | Regional                                          | 2.°           | Vélez Sarsfield                                                |
| 1974      | Regional                                          | 2.°           | Vélez Sarsfield                                                |
| 1975      | Regional                                          | 2.°           | Unión                                                          |
| 1976      | Regional                                          | 2.°           | Sarmiento                                                      |
| 1977      | Regional                                          | 2.°           | Policial                                                       |
| 1978      | Regional                                          | 2.°           | San Lorenzo de Alem                                            |
| 1979      | Regional                                          | 2.°           | Sarmiento                                                      |
| 1980      | Regional                                          | 2.°           | Juventud Unida de Santa Rosa                                   |
| 1981      | Regional                                          | 2.°           | Américo Tesorieri                                              |
| 1982      | Regional                                          | 2.°           | San Lorenzo de Alem                                            |
| 1983      | Regional                                          | 2.°           | Policial                                                       |
| 1984      | Regional                                          | 2.°           | Juventud Unida de Santa Rosa                                   |
| 1985      | Regional                                          | 2.°           | San Lorenzo de Alem                                            |
| 1985/86   | Regional                                          | 2.°           | Villa Cubas                                                    |
| 1986      | —                                                 | —             | No hubo                                                        |
| 1986/87   | Torneo del Interior                               | 3.°           | San Lorenzo de Alem                                            |
| 1987/88   | Torneo del Interior                               | 3.°           | San Lorenzo de Alem                                            |
| 1988/89   | Torneo del Interior                               | 3.°           | Sarmiento                                                      |
| 1989/90   | Torneo del Interior                               | 3.°           | Sarmiento                                                      |
| 1990/91   | Torneo del Interior                               | 3.°           | Sarmiento                                                      |
| 1991/92   | Torneo del Interior                               | 3.°           | Vélez Sarsfield                                                |
| 1992/93   | Torneo del Interior                               | 3.°           | Villa Cubas                                                    |
| 1993/94   | Torneo del Interior                               | 3.°           | Villa Cubas                                                    |
| 1994/95   | Torneo del Interior                               | 3.°           | San Lorenzo de Alem                                            |
| 1995/96   | Torneo Argentino A                                | 3.°           | Villa Cubas                                                    |
| 1995/96   | Torneo Argentino B                                | 4.°           | Juventud Unida de Santa Rosa                                   |
| 1996/97   | Torneo Argentino B                                | 4.°           | Salta Central                                                  |
| 1997/98   | Torneo Argentino B                                | 4.°           | Salta Central                                                  |
| 1998/99   | Torneo Argentino B                                | 4.°           | San Lorenzo de Alem                                            |
| 1999/00   | Torneo Argentino B                                | 4.°           | Sarmiento                                                      |
| 2000/01   | Torneo Argentino B                                | 4.°           | Chacarita                                                      |
| 2001/02   | Torneo Argentino B                                | 4.°           | Defensores del Norte y San Lorenzo de Alem                     |
| 2002/03   | Torneo Argentino B                                | 4.°           | San Lorenzo de Alem                                            |
| 2003/04   | Torneo Argentino B                                | 4.°           | Policial y San Lorenzo de Alem                                 |
| 2004/05   | Torneo Argentino B                                | 4.°           | Policial                                                       |
| 2005/06   | Torneo Argentino B                                | 4.°           | Policial                                                       |
| 2005/06   | Torneo Argentino C                                | 5.°           | Juventud Unida de Santa Rosa y Villa Cubas                     |
| 2006/07   | Torneo Argentino B                                | 4.°           | Policial                                                       |
| 2006/07   | Torneo Argentino C                                | 5.°           | Juventud Unida de Santa Rosa y Villa Cubas                     |
| 2007/08   | Torneo Argentino B                                | 4.°           | Policial                                                       |
| 2007/08   | Torneo Argentino C                                | 5.°           | Defensores del Norte y San Lorenzo de Alem                     |
| 2008/09   | Torneo Argentino B                                | 4.°           | Policial                                                       |
| 2008/09   | Torneo Argentino C                                | 5.°           | Américo Tesorieri y Ferrocarriles                              |
| 2009/10   | Torneo Argentino B                                | 4.°           | Policial                                                       |
| 2009/10   | Torneo Argentino C                                | 5.°           | Américo Tesorieri y Vélez Sarsfield                            |
| 2010/11   | Torneo Argentino B                                | 4.°           | Policial                                                       |
| 2010/11   | Torneo Argentino C                                | 5.°           | San Lorenzo de Alem y Villa Cubas                              |
| 2011/12   | Copa Argentina                                    | Copa Nacional | Policial y Villa Cubas                                         |
| 2011/12   | Torneo Argentino B                                | 4.°           | Policial y Villa Cubas                                         |
| 2011/12   | Torneo Argentino C                                | 5.°           | San Lorenzo de Alem y Villa Cubas                              |
| 2012/13   | Copa Argentina                                    | Copa Nacional | Policial, San Lorenzo de Alem y Villa Cubas                    |
| 2012/13   | Torneo Argentino B                                | 4.°           | Policial, San Lorenzo de Alem y Villa Cubas                    |
| 2012/13   | Torneo Argentino C                                | 5.°           | Juventud Unida de Santa Rosa y San Lorenzo de Alem             |
| 2013/14   | Copa Argentina                                    | Copa Nacional | Policial, San Lorenzo de Alem y Villa Cubas                    |
| 2013/14   | Torneo Argentino B                                | 4.°           | Policial, San Lorenzo de Alem y Villa Cubas                    |
| 2013/14   | Torneo Argentino C                                | 5.°           | Américo Tesorieri y Estudiantes de La Tablada                  |
| 2014      | Torneo Federal A                                  | 3.°           | San Lorenzo de Alem                                            |
| 2014      | Torneo Federal B                                  | 4.°           | Policial y Villa Cubas                                         |
| 2014      | Torneo Argentino C                                | 5.°           | Américo Tesorieri y Sarmiento                                  |
| 2015      | Copa Argentina                                    | Copa Nacional | Policial, San Lorenzo de Alem y Villa Cubas                    |
| 2015      | Torneo Federal A                                  | 3.°           | San Lorenzo de Alem                                            |
| 2015      | Torneo Federal B                                  | 4.°           | Policial y Villa Cubas                                         |
| 2015      | Torneo Federal C                                  | 5.°           | Américo Tesorieri y Ferrocarriles                              |
| 2016      | Copa Argentina                                    | Copa Nacional | San Lorenzo de Alem                                            |
| 2016      | Torneo Federal A                                  | 3.°           | San Lorenzo de Alem                                            |
| 2016      | Torneo Federal B                                  | 4.°           | Policial y Villa Cubas                                         |
| 2016      | Torneo Federal C                                  | 5.°           | Américo Tesorieri y Estudiantes de La Tablada                  |
| 2016/17   | Torneo Federal A                                  | 3.°           | San Lorenzo de Alem                                            |
| 2016/17   | Torneo Federal B                                  | 4.°           | Policial y Villa Cubas                                         |
| 2017/18   | Copa Argentina                                    | Copa Nacional | San Lorenzo de Alem                                            |
| 2017/18   | Torneo Federal A                                  | 3.°           | San Lorenzo de Alem                                            |
| 2017/18   | Torneo Federal B                                  | 4.°           | Policial                                                       |
| 2017/18   | Torneo Federal C                                  | 5.°           | Américo Tesorieri, Independiente y Villa Cubas                 |
| 2018/19   | Copa Argentina                                    | Copa Nacional | San Lorenzo de Alem                                            |
| 2018/19   | Torneo Federal A                                  | 3.°           | San Lorenzo de Alem                                            |
| 2018/19   | Torneo Federal C                                  | 5.°           | Américo Tesorieri y Villa Cubas                                |
| 2019      | Torneo Regional Federal Amateur                   | 4.°           | Américo Tesorieri                                              |
| 2020      | Torneo Regional Federal Amateur                   | 4.°           | Policial y San Lorenzo de Alem                                 |
| 2021/22   | Torneo Regional Federal Amateur                   | 4.°           | Américo Tesorieri, Policial y San Lorenzo de Alem              |
| 2022/23   | Torneo Regional Federal Amateur                   | 4.°           | Américo Tesorieri, Policial, San Lorenzo de Alem y Villa Cubas |
| 2023/24   | Torneo Regional Federal Amateur                   | 4.°           | Ferrocarriles, San Lorenzo de Alem y Villa Cubas               |
| 2024/25   | Torneo Regional Federal Amateur                   | 4.°           | Defensores del Norte, Policial y San Lorenzo de Alem.          |
| 2025/26   | Torneo Regional Federal Amateur                   | 4.°           | San Lorenzo de Alem e Independiente (C)                        |

### Participaciones por equipo en torneos nacionales
| Equipo                    | Participaciones | Temporadas |
| ------------------------- | --------------- | --- |
| San Lorenzo de Alem       | 34              | Copas nacionales: 6 - Copa Argentina: 6 (2012/13, 2013/14, 2014/15, 2015/16, 2017/18 y 2018/19)                                                                                        |
| San Lorenzo de Alem       | 34              | 1.ª División: - |
| San Lorenzo de Alem       | 34              | 2.ª División: 3 (1978, 1982 y 1985) |
| San Lorenzo de Alem       | 34              | 3.ª División: 10 (1986/87, 1987/88, 1994/95, 1998/99, 2014, 2015, 2016, 2016/17, 2017/18 y 2018/19)                                                                                    |
| San Lorenzo de Alem       | 34              | 4.ª División: 12 (2001/02, 2002/03, 2003/04, 2012/13, 2013/14, 2020, 2020/21, 2021/22, 2022/23, 2023/24, 2024/25 y 2025/26)                                                            |
| San Lorenzo de Alem       | 34              | 5.ª División: 4 (2007, 2010, 2011 y 2012) |
| Atlético Policial         | 27              | Copas nacionales: 4 - Copa Argentina: 4 (2011/12, 2012/13, 2013/14 y 2014/15) |
| Atlético Policial         | 27              | 1.ª División: - |
| Atlético Policial         | 27              | 2.ª División: 3 (1967, 1977 y 1983) |
| Atlético Policial         | 27              | 3.ª División: - |
| Atlético Policial         | 27              | 4.ª División: 20 (2003/04, 2004/05, 2005/06, 2006/07, 2007/08, 2008/09, 2009/10, 2010/11, 2011/12, 2012/13, 2013/14, 2014, 2015, 2016, C-2016, 2017, 2020, 2021/22, 2022/23 y 2024/25) |
| Atlético Policial         | 27              | 5.ª División: - |
| Villa Cubas               | 24              | Copas nacionales: 4 - Copa Argentina: 4 (2011/12, 2012/13, 2013/14 y 2014/15) |
| Villa Cubas               | 24              | 1.ª División: - |
| Villa Cubas               | 24              | 2.ª División: 2 (1969 y 1985/86) |
| Villa Cubas               | 24              | 3.ª División: 3 (1992/93, 1993/94 y 1995/96) |
| Villa Cubas               | 24              | 4.ª División: 9 (2011/12, 2012/13, 2013/14, 2014, 2015, 2016, C-2016, 2022/23 y 2023/24)                                                                                               |
| Villa Cubas               | 24              | 5.ª División: 6 (2005, 2006, 2010, 2011, 2017 y 2018) |
| Américo Tesorieri         | 12              | Copas nacionales: - |
| Américo Tesorieri         | 12              | 1.ª División: - |
| Américo Tesorieri         | 12              | 2.ª División: 1 (1981) |
| Américo Tesorieri         | 12              | 3.ª División: - |
| Américo Tesorieri         | 12              | 4.ª División: 3 (2019, 2021/22 y 2022/23) |
| Américo Tesorieri         | 12              | 5.ª División: 8 (2008, 2009, 2013, 2014, 2015, 2016, 2017 y 2018) |
| Sarmiento                 | 11              | Copas nacionales: 1 - Campeonato de la República: 1 (1943) |
| Sarmiento                 | 11              | 1.ª División: - |
| Sarmiento                 | 11              | 2.ª División: 5 (1968, 1970, 1971, 1976 y 1979) |
| Sarmiento                 | 11              | 3.ª División: 3 (1988/89, 1989/90, 1990/91) |
| Sarmiento                 | 11              | 4.ª División: 1 (1999/00) |
| Sarmiento                 | 11              | 5.ª División: 1 (2014) |
| Vélez Sarsfield           | 7               | Copas nacionales: 2 - Campeonato de la República: 1 (1945) - Campeonato de Campeones: 1 (1959)                                                                                         |
| Vélez Sarsfield           | 7               | 1.ª División: - |
| Vélez Sarsfield           | 7               | 2.ª División: 3 (1972, 1973 y 1974) |
| Vélez Sarsfield           | 7               | 3.ª División: 1 (1991/92) |
| Vélez Sarsfield           | 7               | 4.ª División: - |
| Vélez Sarsfield           | 7               | 5.ª División: 1 (2009) |
| Juventud Unida            | 6               | Copas nacionales: - |
| Juventud Unida            | 6               | 1.ª División: - |
| Juventud Unida            | 6               | 2.ª División: 2 (1980 y 1984) |
| Juventud Unida            | 6               | 3.ª División: - |
| Juventud Unida            | 6               | 4.ª División: 1 (1995/96) |
| Juventud Unida            | 6               | 5.ª División: 3 (2005, 2006 y 2012) |
| Defensores del Norte      | 3               | Copas nacionales: - |
| Defensores del Norte      | 3               | 1.ª División: - |
| Defensores del Norte      | 3               | 2.ª División: - |
| Defensores del Norte      | 3               | 3.ª División: - |
| Defensores del Norte      | 3               | 4.ª División: 2 (2001/02 y 2024/25) |
| Defensores del Norte      | 3               | 5.ª División: 1 (2007) |
| Ferrocarriles (Chumbicha) | 3               | Copas nacionales: - |
| Ferrocarriles (Chumbicha) | 3               | 1.ª División: - |
| Ferrocarriles (Chumbicha) | 3               | 2.ª División: - |
| Ferrocarriles (Chumbicha) | 3               | 3.ª División: - |
| Ferrocarriles (Chumbicha) | 3               | 4.ª División: 1 (2023/24) |
| Ferrocarriles (Chumbicha) | 3               | 5.ª División: 2 (2008 y 2015) |
| Unión                     | 2               | Copas nacionales: 1 - Campeonato de la República: 1 (1944) |
| Unión                     | 2               | 1.ª División: - |
| Unión                     | 2               | 2.ª División: 1 (1975) |
| Unión                     | 2               | 3.ª División: - |
| Unión                     | 2               | 4.ª División: - |
| Unión                     | 2               | 5.ª División: - |
| Salta Central             | 2               | Copas nacionales: - |
| Salta Central             | 2               | 1.ª División: - |
| Salta Central             | 2               | 2.ª División: - |
| Salta Central             | 2               | 3.ª División: - |
| Salta Central             | 2               | 4.ª División: 2 (1996/97 y 1997/98) |
| Salta Central             | 2               | 5.ª División: - |
| Independiente (Capital)   | 2               | Copas nacionales: - |
| Independiente (Capital)   | 2               | 1.ª División: - |
| Independiente (Capital)   | 2               | 2.ª División: - |
| Independiente (Capital)   | 2               | 3.ª División: - |
| Independiente (Capital)   | 2               | 4.ª División: 1 (2025/26) |
| Independiente (Capital)   | 2               | 5.ª División: 1 (2017) |
| Estudiantes de La Tablada | 2               | Copas nacionales: - |
| Estudiantes de La Tablada | 2               | 1.ª División: - |
| Estudiantes de La Tablada | 2               | 2.ª División: - |
| Estudiantes de La Tablada | 2               | 3.ª División: - |
| Estudiantes de La Tablada | 2               | 4.ª División: - |
| Estudiantes de La Tablada | 2               | 5.ª División: 2 (2013 y 2016) |
| Chacarita                 | 1               | Copas nacionales: - |
| Chacarita                 | 1               | 1.ª División: - |
| Chacarita                 | 1               | 2.ª División: - |
| Chacarita                 | 1               | 3.ª División: - |
| Chacarita                 | 1               | 4.ª División: 1 (2000/01) |
| Chacarita                 | 1               | 5.ª División: - |

## Representantes de la liga en el Torneo Provincial

### Participaciones por año en elTorneo Provincial
| Año  | Equipo                    | Instancia alcanzada |
| ---- | ------------------------- | ------------------- |
| 1971 | Sarmiento                 | Campeón.            |
| 2023 | Defensores del Norte      | Fase de grupos.     |
| 2023 | Estudiantes de La Tablada | Fase de grupos.     |
| 2024 | Defensores del Norte      | Campeón.            |
| 2024 | Ferrocarriles (Chumbicha) | Fase de grupos.     |
| 2025 | San Lorenzo de Alem       | Cuartos de final.   |
| 2025 | Villa Cubas               | Fase de grupos.     |
| 2026 |                           | -                   |
| 2026 | -                         |                     |

### Participaciones por equipo en el Torneo Provincial
| Equipo                    | Participaciones | Ediciones   |
| ------------------------- | --------------- | ----------- |
| Defensores del Norte      | 2               | 2023, 2024. |
| Sarmiento                 | 1               | 1971.       |
| Estudiantes de La Tablada | 1               | 2023.       |
| Ferrocarriles (Chumbicha) | 1               | 2024.       |
| San Lorenzo de Alem       | 1               | 2025.       |
| Villa Cubas               | 1               | 2025.       |

## Clásicos
| Partido                        | Equipos                                             |
| ------------------------------ | --------------------------------------------------- |
| Superclásico                   | San Lorenzo de Alem - Villa Cubas                   |
| Clásico de La Tablada          | Atlético Policial - Estudiantes de La Tablada       |
| Clásico del Sur                | Atlético Policial - Vélez Sarsfield                 |
| Clásico del Norte              | Defensores del Norte - Juventud Unida de Santa Rosa |
| Clásico del Cuartel V          | Chacarita - Parque Daza                             |
| Clásico del Alto Paraná        | Américo Tesorieri - Salta Central                   |
| Clásico de Los Ejidos          | Liberal Argentino - San Lorenzo de Alem             |
| Clásico de Calle Maipú         | Estudiantes de La Tablada - Vélez Sarsfield         |
| Clásico del Oeste              | Club Fiel - Deportivo Valle Chico                   |
| Clásico de Chumbicha           | Ferrocarriles - San Martín                          |
| Clásico de Huillapima          | Rivadavia - Independiente                           |
| Clásico Capayense              | Ferrocarriles - Rivadavia                           |
| Encuentros con mucha rivalidad | Villa Cubas - Atlético Policial                     |
| Encuentros con mucha rivalidad | Atlético Policial - San Lorenzo de Alem             |
| Encuentros con mucha rivalidad | Estudiantes de La Tablada - Independiente (C)       |
| Encuentros con mucha rivalidad | Sarmiento - Vélez Sarsfield                         |

### Clubes
Páginas Web de Clubes de la Liga Catamarqueña de Fútbol
- Club Atlético Estudiantes de La Tablada
- Asociación Juventud Unida de Santa Rosa
- Club Atlético Américo Tesorieri
- Club Atlético Defensores del Norte (enlace roto disponible en Internet Archive; véase el historial, la primera versión y la última).
- Otro sitio de Club Atlético Defensores del Norte
- Club Atlético Policial
- Club Deportivo Salta Central
- Club Sportivo Villa Cubas
- Salta Central

- Datos: Q5975360